# Carlos Galss Ávalos
Carlos Galss Ávalos (Iquique, 1880 - 1943) era un comerciante y político liberal chileno. Hijo del comerciante salitrero inglés Roberto Glaves Horn y de Bartolina Ávalos Ortíz.
Educado en el Liceo de Iquique. Se dedicó buena parte de su vida al comercio del salitre, trabajando junto a su padre, quien llegó a Chile en busca de un intercambio comercial con Europa. Establecieron en Iquique y Antofagasta dos oficinas de comercio exterior, donde traían productos ingleses y sacaban de Chile salitre y otros minerales.
Miembro del Partido Liberal. 
Alcalde de la Municipalidad de Iquique (1929-1932). Durante su administración el auge del salitre comenzó a decaer, gracias a la creación del salitre sintético. A raíz de ello, la ciudad no tuvo mayores adelantos materiales y su popularidad fue mermando a causa de la escasez que vivía el pueblo. Incluso, una gran migración ocurrió a fines de 1930, con obreros que viajaron a la zona central para buscar faenas agrícolas.
Retirado de la política, siguió con sus negocios personales. En 1937 funda una empresa de exportaciones.